# Trochocyathus rhombocolumna
Trochocyathus rhombocolumna är en korallart som beskrevs av Alcock 1902. Trochocyathus rhombocolumna ingår i släktet Trochocyathus och familjen Caryophylliidae. Inga underarter finns listade i Catalogue of Life.